# Baby boom
Baby Boom (em tradução literal  "explosão de bebês") é uma definição genérica para  uma explosão demográfica decorrente do aumento súbito do crescimento vegetativo de uma população, ou seja, pelo grande número de nascimentos. Em geral, a expressão baby boomers refere-se às pessoas nascidas nos primeiros anos posteriores à Segunda Guerra Mundial, entre 1946 e 1964, período em que se registrou uma explosão populacional, nos Estados Unidos, em decorrência de um aumento importante da taxa de natalidade. Indivíduos nascidos nesse período foram jovens durante as décadas de 60 e 70 e viveram as importantes transformações culturais e sociais dessas duas décadas.
Hoje nos Estados Unidos existe a expectativa de ocorrência de novo Baby Boom, devido ao fato de casais com muitas crianças estarem ficando associados com luxo e ostentação, visto que se constatou a tendência da elite americana, devido a maior capacidade financeira, ter até 50% mais filhos que os pobres americanos. Alguns exemplos de ricos americanos com muitos filhos são Donald Trump, Angelina Jolie, Will Smith, Tom Cruise e Madonna.